# Lansbergia
Lansbergia är ett släkte av skalbaggar. Lansbergia ingår i familjen Cetoniidae.
Kladogram enligt Catalogue of Life:
| Lansbergia | \| \| Lansbergia albonotata \| \| \| \| \| \| Lansbergia bouyeri \| \| \| \| \| \| Lansbergia sordida \| \| \| \| \| \| Lansbergia vanderkelleni \| \| \| \| |
|            | \| \| Lansbergia albonotata \| \| \| \| \| \| Lansbergia bouyeri \| \| \| \| \| \| Lansbergia sordida \| \| \| \| \| \| Lansbergia vanderkelleni \| \| \| \| |
|            | Lansbergia albonotata |
|            | |
|            | Lansbergia bouyeri |
|            | |
|            | Lansbergia sordida |
|            | |
|            | Lansbergia vanderkelleni |
|            | |